# أغلى من حياتي (مسلسل)
أغلى من حياتى هو مسلسل اجتماعى من إنتاج عام 2010 واخراج مصطفى الشال.

## قصة
تدور قصة هذا المسلسل حول "عبد الرحمن" الشاب المكافح الذي يترك التعليم منذ الصغر بعد وفاة والدة ويعمل في مصله صغير وذلك لينفق على اخوتة الأربعة. في هذا المسلسل مواجهة الصعوبات والمشاكل ليستطيع "عبد الرحمن" أن يزوج اخوتة ويطمئن عليهم ويتزوج من حبيبتة "زينب" التي تسكن في الشقة المجاورة له ويواجه "عبد الرحمن" الكثير من المصاعب.
المسلسل من بطولة محمد فؤاد \حنان مطاوع \محمد لطفى \محمد الشقنقيرى \مديحة حمدى\رشوان توفيق \تامر عبد المنعم\دنياعبدالعزيز\هبة مجدى \ريهام أيمن \جمال إسماعيل\أحمدراتب.

## الممثلون
- محمد فؤاد: عبد الرحمن
- حنان مطاوع: فاطمة
- محمد لطفي: قدري
- دنيا عبد العزيز: فيفى
- محمد الشقنقيري: حودة
- هبة مجدي: هدى
- ريهام أيمن: أمينة
- إيمان رجائي: زينب
- أحمد عبد العزيز: عبد الله (دالله) أخو عبد الرحمن
- عماد زيادة: دكتور عماد
- سلمى غالي
- رشوان توفيق: يحيى
- جمال إسماعيل: نوح
- أحمد راتب: صلاح
- أسامة عباس: حسام المنياوي
- إيناس مكي: شاهى
- سعيد طرابيك: عباس
- مديحة حمدي: منيرة
- إنعام سالوسة: أم قدري
- تامر عبد المنعم: شريف المنياوي
- جرير منصور - احمد حبشي - كريم أبو زيد: زيكو - عفاف حمدي - عبير منير - فايق عزب: المحامي - سلمى الديب: سالي - هدى الصيفي - باسم شريف - شيماء الصياد - رشا نور الدين - صلاح الحسيني - محمد علي الدين - هشام الشربيني - محمد عبده - سحر عبد الحميد - حسان العربي:سوستة - ماجد الشريف:فوزي - علي يحيى: برهومة - فاتن شعبان

بالإضافة إلى: إحسان الترك - أحمد أبو طالب - أحمد العشري - أشرف سالم - اميل شوقي - أمينة زكي - إيناس الطحان - بدوي فهمي - تامر الجزار - جمال حجاج - حسام يونس - حسن نوح- حسن يوسف حنفي مبارز - داليا سعيد - رشا زكي - رضا ربيع - زكي عبد الله - زهرة محمد سعيد - سامر المنياوي - سمير حكيم - سيد عيد - شريف كامل - صفاء يس - طارق إلسي - عادل المصري - علي جمال الدين - عماد عبد النبي - عمرو شريف - عنان الحكيم - غادة فلفل - لبنى عبد العزيز - ماهر مراد - ماجد الشريف - مجدي النادي - مجدي شكري - محمد الجنايني - محمد درديري - محمد دياب - محمد سراج - محمد فرغلي - مدحت صالح - مصطفى محمود - نائل الشيخ - نبيل فرغلي - نجلاء شعير - ندى محسن - ندى منتصر - هالة هاشم - هاني عزت - هبة الإمام- ياسر جمعة - يوسف جلال
الأطفال: عبد الرحمن محمد فؤاد:عبد الرحمن - كريم تامر مرسي:صاله - جانا أحمد:فاطمة - جانا بطاح:هدى - مريم رمضان: أمينة - أحمد الجندي - عبد الحميد عاطف - نور عمر - يوسف عمر - حسناء عمر - الا حمد

## فريق العمل
- إخراج: مصطفى الشال (مخرج ) - أنور مؤمن (مخرج تحت التمرين)
- تأليف: محمد فؤاد (مؤلف) - تامر عبد المنعم (سيناريو وحوار)
- تاريخ الإصدار: 11 أغسطس 2010